# Sax (músico)
Eulalio Cervantes Galarza (Soledad de Graciano Sánchez, San Luis Potosí; 30 de octubre de 1968 - Tlalnepantla de Baz, Estado de México; 14 de marzo de 2021), conocido artísticamente como Sax, fue un músico y compositor mexicano. Integró por 36 años el grupo Maldita Vecindad y los Hijos del Quinto Patio, manejando el saxofón de la agrupación.

## Trayectoria
Cervantes inició su trayectoria a los once años, tocando el clarinete y el saxofón en grupos escolares en Soledad de Graciano Sánchez, en el estado de San Luis Potosí. Cursó estudios musicales en el Instituto Potosino de Bellas Artes e ingresó posteriormente al Conservatorio Nacional de Música. Conformó el grupo Maldita Vecindad y los Hijos del Quinto Patio, grupo en el que interpretó principalmente el saxofón, y se mantuvo durante 36 años. En dicha agrupación compuso en colaboración con los integrantes del grupo éxitos como «Kumbala», «Pachuco», «Pata de perro» y  «Solín», mismas que tienen reconocibles melodías interpretadas por el músico. 
Durante su vida colaboró en diversos proyectos musicales destacando Caifanes, Víctimas del Dr Cerebro, Los Enanitos Verdes, Tex Tex, Haragán y Cia. y Los Tigres del Norte, Acapulco tropical.
A partir de 1992 incursionó en la producción musical, con su primer trabajo "NO"! de Tijuana No, en el que apareció como invitado en varios temas, entre ellos el icónico "Pobre de Ti". Entre 2001 y 2005 produjo los discos UFO (Unión de Fuerzas Oprimidas) y "Elementos" de Tarzán Congo; un demo con la banda Orfelinato, "Cada Loco con su Tema" de Chencha Berrinches de Los Ángeles California, los discos "El Bailongo" y "América Somos Todos" de K-ras CItadinas, Santo Oateke; La Sonora San Felipe y Tlacuaches K de San Luis Potosí. En 2019 "Violenta Verdad" de Kotardo (vocalista original de Sekta Core). En julio de 2011 a lado de Pato y Aldo trabajó en un proyecto llamado "Los Malditos Cocodrilos Fusión Festiva" Héctor Infanzón, entre otros.
Sax actuó en su trayectoria pública con un atuendo característico, el cabello largo y suelto, lentes oscuros, sombrero y trajes inspirados en la cultura zoot suit chicana. 
Falleció el 14 de marzo de 2021 por complicaciones derivadas del COVID-19. En octubre del mismo año fue develada una escultura en su honor en la plaza principal de su natal Soledad de Graciano Sánchez.

## Discografía

### Con Maldita Vecindad y los Hijos del Quinto Patio
- Maldita Vecindad Y Los Hijos Del 5to Patio (1989)
- El circo (1991)
- En vivo: Gira pata de perro (1993)
- Baile de máscaras (1996)
- Mostros (1998)
- Circular colectivo (2009)

### No oficiales
- MTV Unplugged (1996)